# Francis Xavier Hsu Chenping
Francis Xavier Hsu Chenping (chiń. 徐诚斌; pinyin Xú Chéngbīn) (ur. 20 lutego 1920 w Szanghaju, zm. 23 maja 1973) – chiński duchowny katolicki, biskup hongkoński. Pierwszy Chińczyk zasiadający na tej katedrze.

## Życiorys
Uzyskał angielskie wykształcenie. Ukończył dziennikarstwo na St. John's University. Pisał reportaże z Chin dla angielskiej agencji prasowej i uczył języka angielskiego na Uniwersytecie Fudan w Szanghaju. Następnie otrzymał grant od British Council na studia na Uniwersytecie Oksfordzkim, które ukończył z tytułem Bachelor of Letters z języka i literatury angielskiej. Po powrocie do ojczyzny w 1948 został wykładowcą na Uniwersytecie Nankińskim. W 1949 tuż przed zajęciem Nankinu przez wojska komunistyczne wstąpił do Kościoła katolickiego i przyjął chrzest.
W 1955 wstąpił do Beda College w Rzymie – anglojęzycznego seminarium dla późnych powołań. 14 marca 1959 otrzymał święcenia prezbiteriatu i został kapłanem diecezji hongkońskiej. Następnie wyjechał do Hongkongu, gdzie został redaktorem gazety diecezjalnej, szefem Centrum Katolickiego, Stowarzyszenia Prawdy Katolickiej i Diecezjalnego Biura Public Relation. Zasiadał również w Diecezjalnej Komisji Ekumenicznej.
12 czerwca 1967 papież Paweł VI mianował go biskupem pomocniczym Hongkongu oraz biskupem tytularnym horreańskim. 7 października 1967 przyjął sakrę biskupią z rąk biskupa hongkońskiego Lorenzo Bianchiego PIME. Współkonsekratorami byli arcybiskup Tajpej Stanislaus Lokuang oraz biskup Xinzhu Petrus Pao-zin Tou.
30 listopada 1968 bp Bianchi zrezygnował z katedry, aby ordynariuszem mógł zostać Chińczyk. W tym dniu bp Hsu został administratorem apostolskim diecezji, a 29 maja 1969 Paweł VI mianował go jej ordynariuszem.
Podczas swojego pontyfikatu bp Hsu wprowadzał w swojej diecezji postanowienia soboru watykańskiego II i tworzył ramy współpracy pomiędzy biskupami azjatyckimi. 4 grudnia 1970 gościł w Hongkongu Pawła VI.